# Trận Mohács (1687)
Trận Mohács thứ nhì là trận đánh giữa đội quân của Sultan Mehmed IV của Đế quốc Ottoman, dưới sự chỉ huy của Suleyman Pasha và đội quân của hoàng đế Leopold I của Thánh chế La Mã, do Charles V de Lorraine chỉ huy. Kết quả là thất bại của quân Ottoman.